# Longitud verdadera

desarrollo de un dodecaedro. Todas las aristas del desarrollo tienen una longitud real.

En geometría, la longitud verdadera es la distancia real que existe entre dos puntos cualesquiera. En un espacio euclídeo tridimensional, las líneas con longitud real son paralelas al plano de proyección. Por ejemplo, en una vista superior de una pirámide, que es una proyección ortogonal, las aristas de la base (que son paralelos al plano de proyección) tienen una longitud real, mientras que las aristas restantes en esta vista no son longitudes reales. Lo mismo ocurre con una vista lateral ortográfica de una pirámide. Si cualquier cara de una pirámide fuera paralela al plano de proyección (para una vista en particular), todos los bordes mostrarían la longitud real.
Ejemplos de vistas en las que todos las aristas tienen una longitud real son los desarrollos de poliedros.

## Lecturas posteriores
- Boundy, A.W. (2012) "Engineering Drawing." McGraw–Hill.
- Simmons, C. H., Maguire, D. E., Phelps, N., & Knovel. (2009). "Manual of engineering drawing." Boston, Newnes.

- Datos: Q16992621